# 알자스급 전함

알자스급 전함(Alsace-class battleship)은 제2차 런던 해군 조약이 파탄된 후 독일이 H급 전함 2척을 건조하려는 계획에 대응하여 1930년대 후반 프랑스 해군이 계획한 한 쌍의 고속 전함이다. 알자스 설계는 리슐리외급의 변형을 기반으로 했으며 설계 직원이 세 가지 제안을 제출했다. 제안된 무장에는 9~12개의 380mm(15인치) 함포 또는 9개의 406mm(16인치) 함포가 포함되었지만 프로그램이 1940년 중반에 종료되기 전까지 확실한 선택은 이루어지지 않았다. 한 쌍의 역사가에 따르면, 12포 변형의 크기와 406mm 버전에 대한 새로운 포탄 구경 도입을 포함한 군수상의 고려 사항으로 인해 해군 사령부는 9개의 380mm 설계를 결정하게 되었다. 그러나 또 다른 두 저자는 3포 포탑을 설계하고 제조하는 어려움으로 인해 전시 중에 엄청난 지연이 발생하여 세 번째이자 가장 큰 변형이 제작되었을 가능성이 가장 높다고 믿으며 이에 동의하지 않는다. 더 작은 리슐리외호가 이미 기존 조선소의 한계를 확장했기 때문에 이 선박은 프랑스 정부가 항구와 조선소 시설을 크게 개선하도록 강요했을 것이다. 1941년에 첫 번째 급의 제작이 예정되어 있었지만, 1940년 5월~6월 프랑스 공방전에서 독일이 승리하면서 계획은 종료되었다.